# María Elvira Lacaci
María Elvira Lacaci Morris (Ferrol, provincia de La Coruña, 1916-Madrid, 9 de marzo de 1997) fue una poetisa española incluida en la Generación del 50.

## Biografía
Nació en Ferrol el año 1916 en una familia de militares, pasó su infancia repartida entre Doniños y Ferrol. Se trasladó a Madrid orientando su obra literaria de una forma casi exclusiva hacia una poesía de carácter social.
Consiguió el Premio Adonais en 1956 (la primera mujer en recibirlo) por su libro Humana voz. En 1960 se casó  con Miguel Buñuel Tallada. Cuatro años después, en 1964, recibió el Premio de la Crítica por su libro Al este de la ciudad. Otras obras son Sonido de Dios (1962) y Molinillo de papel (1968).
Su obra se enmarca en la poesía social de posguerra. Su poesía enfatiza en un esteticismo que apuesta por la palabra sencilla, casi pobre. Lacaci desea hablar con claridad para que la entienda el pueblo y los marginados. Tiene un estilo directo y no hay casi figuras retóricas. En su poema El traje nuevo contrapone una poesía correcta y decorativa con otra andrajosa. Reconoce que su manera independiente de escribir crea una apariencia poco presentable.
Murió el 9 de marzo de 1997.

## Reconocimientos
- (1956) Premio Adonáis por su poemario Humana voz, siendo la primera mujer en recibirlo
- (1967) Premio Hucha de Oro por el cuento La instancia
- (1964) Premio de la Crítica por Al este de la ciudad.